# Blodets Baand
Blodets Baand er en dansk stum melodramafilm fra 1912 produceret af Fotorama efter manuskript af ægteparret Erling og Ljut Stensgaard. Filmens instruktør er ukendt.
Filmen havde dansk premiere den 11. marts 1912 i Biograf-Teatret i Aarhus.

## Handling
En ung fattig kvinde bortgiver af nød sit eneste barn til en rig fabrikantfamilie, der netop har mistet deres eneste barn. Barnet adopteres af fabrikantfamilien, men moderen følger i det skjulte drenges opvækst. Årene går, og sønnen arbejder på faderens kontor, hvor han forelskes i kontordamen, hvilket faderen imidlertid er stærkt imod, hvorfor han bortviser kontordamen. Den fattige kvinde vinder en stor gevinst i lotteriet, og giver sig til kende for sønnen og fabrikantfamilien. Hun forærer sønnen og kæresten de mange penge, så nu kan fabrikanten ikke have noget imod de unges lykke.

## Medvirkende
- Jenny Roelsgaard, Moderen
- Philip Bech, Fabrikant
- Aage Schmidt, Sønnen
- Laura Mogensen, Fabrikantens hustru
- Ellen Feldmann, En kontordame
- Per Stensgaard, Baby